# Pelden Lhamo

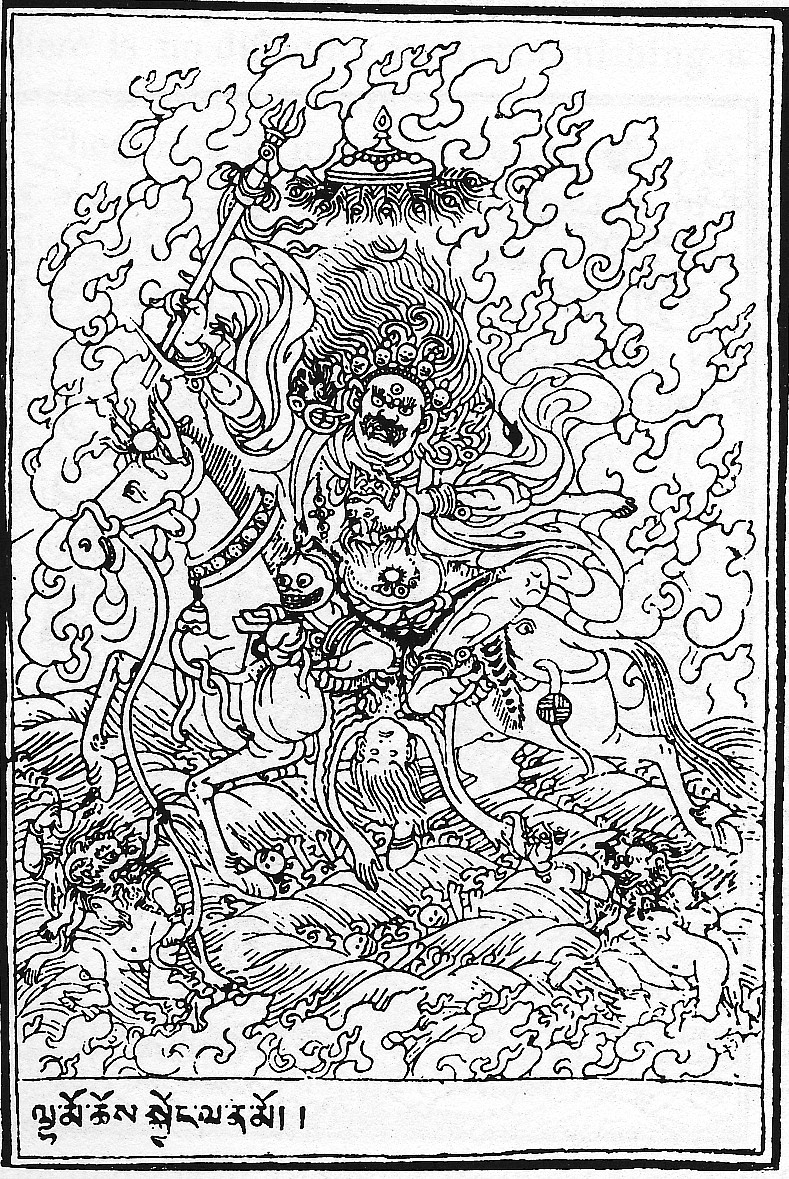
Zeichnung von Pelden Lhamo (1895)

Pelden Lhamo (auch: Pälden Lhamo oder Palden Lhamo; Sanskrit: Shri Devi, tibetisch: dpal ldan lha mo) ist eine tibetische Göttin. Sie gilt als Schützerin der Lehren Buddhas. Im Pantheon des tibetischen Buddhismus erscheint sie mindestens seit dem 11. Jahrhundert, wo sie vorwiegend in Bildnissen zusammen mit Mahakala oder Yama Dharmaraja zu sehen ist. Sie ist jedoch älteren Ursprungs und wird auch im Bön verehrt. Der erste Dalai Lama Gendün Drub erhielt Belehrungen zu Pelden Lhamo von Bodong Chogle Namgyel. Seit der Zeit des 2. Dalai Lama und besonders seit dem 5. Dalai Lama gilt sie als deren persönliche Schutzgottheit. Als solche hat sie vor allem in der Gelug-Schule einen besonderen Stellenwert, wird aber auch in anderen Schulen des tibetischen Buddhismus verehrt. Darüber hinaus gilt sie als Schutzgottheit der Stadt Lhasa und der tibetischen Regierung. Besonders am heiligen See Lhamo Lhatso, ca. 145 km südöstlich von Lhasa, soll sie sich offenbaren. In diesem See sollen sich auch Spiegelbilder der Zukunft offenbaren. 1509 hat der 2. Dalai Lama dort das Kloster Chökhorgyel gegründet.
Nach ihrer Einführung in Tibet könnte Pelden Lhamo ältere weibliche Gottheiten des Bön verdrängt haben.
Den Legenden und der Ikonographie zufolge ist sie mit Tara und Sarasvati verbunden. Ihre Bildnisse erscheinen auch in der Mongolei und in China.
Sie erscheint auf den Thangkas fast ausschließlich furchterregend und schrecklich. 